# Pittsville (Maryland)
Pittsville és una població dels Estats Units a l'estat de Maryland. Segons el cens del 2000 tenia 1.182 habitants.

## Demografia
Segons el cens del 2000, Pittsville tenia 1.182 habitants, 477 habitatges, i 321 famílies. La densitat de població era de 260,8 habitants per km².
Dels 477 habitatges en un 36,7% hi vivien nens de menys de 18 anys, en un 45,7% hi vivien parelles casades, en un 16,1% dones solteres, i en un 32,5% no eren unitats familiars. En el 26,6% dels habitatges hi vivien persones soles el 8,2% de les quals corresponia a persones de 65 anys o més que vivien soles. El nombre mitjà de persones vivint en cada habitatge era de 2,48 i el nombre mitjà de persones que vivien en cada família era de 2,93.
Per edats la població es repartia de la següent manera: un 26,8% tenia menys de 18 anys, un 9,6% entre 18 i 24, un 34,1% entre 25 i 44, un 20,5% de 45 a 60 i un 9% 65 anys o més.
L'edat mediana era de 32 anys. Per cada 100 dones de 18 o més anys hi havia 84 homes.
La renda mediana per habitatge era de 32.500 $ i la renda mediana per família de 39.375 $. Els homes tenien una renda mediana de 31.141 $ mentre que les dones 20.759 $. La renda per capita de la població era de 15.966 $. Entorn del 8,3% de les famílies i el 9,3% de la població estaven per davall del llindar de pobresa.

## Poblacions més properes
El següent diagrama mostra les poblacions més properes.